# Rikidōzan
Rikidōzan (jap. 力道山; kor.: 역도산; * 14. November 1924 in Kankyō-nandō, Korea als Kim Sin-nak; † 15. Dezember 1963 in Tokio) war Shikona des japanischen Sumōtori, Wrestler und Wrestling-Funktionär. Sein Name als Funktionär war Mitsuhiro Momota (百田 光浩, Momota Mitsuhiro), einen Namen, den er vor allem wählte, um seine koreanische Herkunft zu verschleiern. Er gilt als Vater des Puroresu, des modernen japanischen Wrestlings.

## Karriere

### Sumō
Rikidōzan wurde 1924 in der damaligen japanischen Kolonie Chōsen geboren. Sein Geburtsname lautete Kim Sin-nak (김신락, 金 信洛). Er wurde bereits als Kind zum Sumōringer ausgebildet. Aufgrund der gesellschaftlichen Diskriminierung von Koreanern in Japan wurde seine wahre Herkunft jedoch auch viele Jahre nach seinem Tode noch verschwiegen; der Name Mitsuhiro Momota war ebenso erfunden wie seine angebliche Herkunft aus Nagasaki. Sein Sumo-Name Rikidōzan bedeutet „steinige Bergstraße“.
Als Mitglied des Heya Nishonoseki debütierte er im Mai 1940 und arbeitete sich in den folgenden sechs Jahren bis in die oberste Sumōliga, die Makuuchi-Division vor. Sein bestes Turnierergebnis erzielte er im Juni 1947, als er ein Turnier als Zweiter hinter dem Yokozuna Haguroyama beendete. Insgesamt bestritt Rikidōzan 23 Turniere mit einer Kampfbilanz von 135 Siegen und 82 Niederlagen. Sein höchster Rang in der Banzuke war Sekiwake. 1950 beendete er seine Laufbahn im Sumō, nach eigenen Angaben aus finanziellen Gründen. Er war allerdings auch bekannt dafür, schnell die Fassung zu verlieren, was in der Sumo-Szene nicht unbedingt gut ankam. Zudem soll er wegen seiner Herkunft diskriminiert worden sein.

### Wrestling
Rikidōzan gab sein Wrestlingdebüt 1950 mit einem Unentschieden gegen einen Amerikaner nach Ablauf der Kampfzeit. Regelmäßig trat er von nun an gegen amerikanische Wrestler an. Durch seine Siege gegen diese gewann er im japanischen Wrestling schnell an Popularität. Diese ist auch auf das kollektive Depressionsgefühl der Japaner im Nachkriegs-Japan begründet, welche sich nach einem Helden sehnten, damit sie ihre Alltagssorgen leichter ertragen konnten. Bekannt wurde sein Sieg zusammen mit dem Judoka Kimura Masahiko in einem Tag-Team-Match gegen The Sharp Brothers, das zu einer nationalen Legende wurde. So wurde das Match von einer fanatischen Menge von 20.000 Personen vor einem Fernsehgerät vor dem Shibashi Station verfolgt wurde. Das Booking unterstützte seinen Popularitätswert, indem seine Gegner stets für die Rolle des mit illegalen Mitteln kämpfenden Bösewichts verpflichtet wurden. Wurde Rikidōzan für Kämpfe in Amerika verpflichtet, übernahm er diese Rolle.
Der wichtigste Erfolg Rikidōzans war der Sieg über Lou Thesz am 6. Oktober 1957, mit dem Rikidōzan sich den NWA International Heavyweight Championship-Titel sichern durfte, einen Regionaltitel der National Wrestling Alliance, der für die kooperierende japanische Wrestlingliga Japan Pro Wrestling Alliance geschaffen worden war, welche Rikidōzan 1953 gegründet hatte. Den Titel des NWA International Heavyweight Champions sollte er bis zu seinem Tod nicht mehr abgeben. Ein weiteres Highlight seiner Karriere war ein 2-out-of-3-Falls Match gegen The Destroyer, das am 24. Mai 1963 die bis dato höchsten Einschaltquoten im japanischen Fernsehen erzielte.
Rikidōzan gewann auch mehrere Regionaltitel der NWA-Promotionen auf Hawaii und in San Francisco. Sein Markenzeichen im Wrestling war der Karate-Chop, der weniger aus dem Karate als von den Schlagtechniken des Sumō abgeleitet war. Rikidōzan bildete neben seiner eigenen Karriere Nachwuchswrestler aus, zu seinen Schülern gehören die selbst zu Legenden gewordenen Antonio Inoki und Giant Baba. Durch seinen Erfolg sammelte Rikidōzan ein Vermögen an, das er in Wohnungseigentum, Nachtclubs, Hotels und Boxpromotionen investierte.

## Tod
Rikidōzan starb am 15. Dezember 1963 in Tokyo. Eine Woche zuvor, am 8. Dezember, hatte ihn ein Yakuza namens Katsuji Murata in einem seiner Nachtclubs mit einem Messer verletzt, dessen Klinge mit Urin benetzt worden war. Sein Mörder hatte ihn bereits kurz nach der Tat besucht und sich entschuldigt. Die in ihrer Gefährlichkeit unterschätzte Verletzung führte jedoch zu einer Bauchfellentzündung, an der Rikidōzan im Alter von nur 39 Jahren verstarb. Zu seinem Begräbnis kamen über tausend Trauergäste.
Murata wurde wegen Totschlags verurteilt und acht Jahre inhaftiert. Nach seiner Entlassung aus dem Gefängnis stieg er zu einem hochrangigen Yakuza auf. Er besuchte jedes Jahr das Grab seines Opfers und bat bei den Kindern von Rikidōzan um Verzeihung.
Für das japanische Wrestling hatte der Tod Rikidōzans beinahe vernichtende Folgen. Die japanischen Fans waren davon ausgegangen, dass Wrestling „real“ wäre. Durch die Enthüllung von Rikidōzans Geschäften mit der Yakuza wurde bekannt, dass Wrestling nur gestellt ist, woraufhin viele Fans sich davon abwandten. Erst seine Schüler Antonio Inoki und Giant Baba konnten das japanische Wrestling wieder retten.

## Nachleben
Rikidōzan gilt als Vater des Puroresu und in Japan als Legende
Rikidōzan wurde von der unabhängigen Wrestling-Zeitschrift Wrestling Observer Newsletter 1996 in deren neugegründete Hall of Fame aufgenommen. Sein Leben wurde 2004 in Südkorea unter dem Titel Rikidōzan verfilmt, die Titelrolle spielte Sol Kyung-gu.
Seit Mitte der 1990er versucht Nordkorea das Erbe von Rikidōzans für sich zu reklamieren. So erschienen Comicbücher, Romane sowie Videokassetten, die an sein Leben erinnern.
2017 wurde Rikidōzan in die WWE Hall of Fame aufgenommen.

## Wrestlingtitel
- Japan Wrestling Association

- All Asia Heavyweight Championship (1×)
- All Asia Tag Team Championship (4×) – mit Toyonobori
- JWA All Japan Tag Team Championship (1×) – mit Toyonobori
- NWA International Heavyweight Championship (1×)
- Japanese Heavyweight Championship (1×)
- World Big League (5×)

- Mid-Pacific Promotions

- NWA Hawaii Tag Team Championship (3×) – mit Bobby Bruns (1), Azumafuji (1) und Koukichi Endoh (1)

- National Wrestling Alliance

- NWA Hall of Fame (Class of 2011)

- NWA San Francisco

- NWA Pacific Coast Tag Team Championship (San Francisco version) (1×) – mit Dennis Clary
- NWA World Tag Team Championship (San Francisco version) (1×) – mit Koukichi Endoh

- North American Wrestling Alliance/Worldwide Wrestling Associates

- NAWA World Heavyweight Championship (1×)

- Professional Wrestling Hall of Fame and Museum
  - (Class of 2006)
- Wrestling Observer Newsletter

- Wrestling Observer Newsletter Hall of Fame (1966)

- WWE

- WWE Hall of Fame (Class of 2017)